# Ostrawa (Polska)
Ostrawa – wieś w Polsce położona w województwie dolnośląskim, w powiecie górowskim, w gminie Wąsosz.

## Podział administracyjny
W latach 1975–1998 miejscowość administracyjnie należała do województwa leszczyńskiego.

## Demografia
Najmniejsza miejscowość gminy Wąsosz i całego powiatu górowskiego. Według Narodowego Spisu Powszechnego posiadała 8 mieszkańców (III 2011 r.).